# Johann Gerhard
Johannes Gerhard (17 octobre 1582 - 17 août 1637) est un chef d'église luthérienne et un théologien scolastique luthérien pendant la période de l'orthodoxie.

## Biographie
Il est né dans la ville allemande de Quedlinbourg. Au cours d'une maladie dangereuse, à l'âge de quatorze ans, il tombe sous l'influence personnelle de Johann Arndt, auteur de Das wahre Christenthum, et décide d'étudier pour l'église. Il entre à l'université de Wittenberg en 1599 et étudie la philosophie et la théologie. Un parent le persuade de changer de matière et il étudie la médecine pendant deux ans. En 1603, il reprend ses études théologiques à Iéna, et l'année suivante reçoit une nouvelle impulsion de J.W. Winckelmann et Balthasar Mentzer à Marbourg. Il obtient son diplôme en 1605 et commence à donner des conférences à Iéna, puis en 1606 il accepte l'invitation de Jean Casimir, duc de Cobourg, à la surintendance de Heldburg et à la maîtrise du gymnase Casimirianum Coburg ; peu de temps après, il devient surintendant général du duché, poste dans lequel il réforme l'organisation ecclésiastique jusqu'en 1616, date à laquelle il devient professeur principal de théologie à Iéna, où il passe le reste de sa vie.
Avec Johann Major et Johann Himmel, il forme le "Trias Johannea". Bien qu'encore relativement jeune, Gerhard est déjà considéré comme le plus grand théologien vivant de l'Allemagne protestante ; dans les "disputations" de l'époque, il est toujours protagoniste, et son avis est sollicité sur toutes les questions publiques et domestiques touchant à la religion ou à la morale. Au cours de sa vie, il reçoit des appels répétés de presque toutes les universités d'Allemagne (par exemple Giessen, Altdorf, Helmstedt, Iéna, Wittenberg), ainsi qu'à Uppsala en Suède. Il est mort à Iéna.

## Écrits
Ses écrits sont nombreux, tant en théologie exégétique, polémique, dogmatique et pratique. A la première catégorie appartiennent les Commentarius in harmoniam historiae evangelicae de passione Christi (1617), le Commentaire, super priorem D. Petri epistolam (1641), ainsi que ses commentaires sur la Genèse (1637) et sur le Deutéronome (1658). D'un caractère controversé, la Confessio Catholica (1633-1637) est un travail approfondi qui cherche à prouver le caractère "évangélique" et catholique de la doctrine de la Confession d'Augsbourg à partir des écrits d'auteurs catholiques romains approuvés. Les Loci communes theologici (1610-1622), sont sa principale contribution, où le luthéranisme est exposé « nerveux, solide et copieux », en fait avec une plénitude de savoir, une force de logique et une minutie de détail qui n'avaient jamais été auparavant approché.
Les Meditationes sacrae (1606), ouvrage expressément consacré aux usages de l'édification chrétienne, sont fréquemment réimprimés en latin et traduits dans la plupart des langues européennes, y compris le grec.